# Schlosskapelle St. Wolfgang (Heitzenhofen)

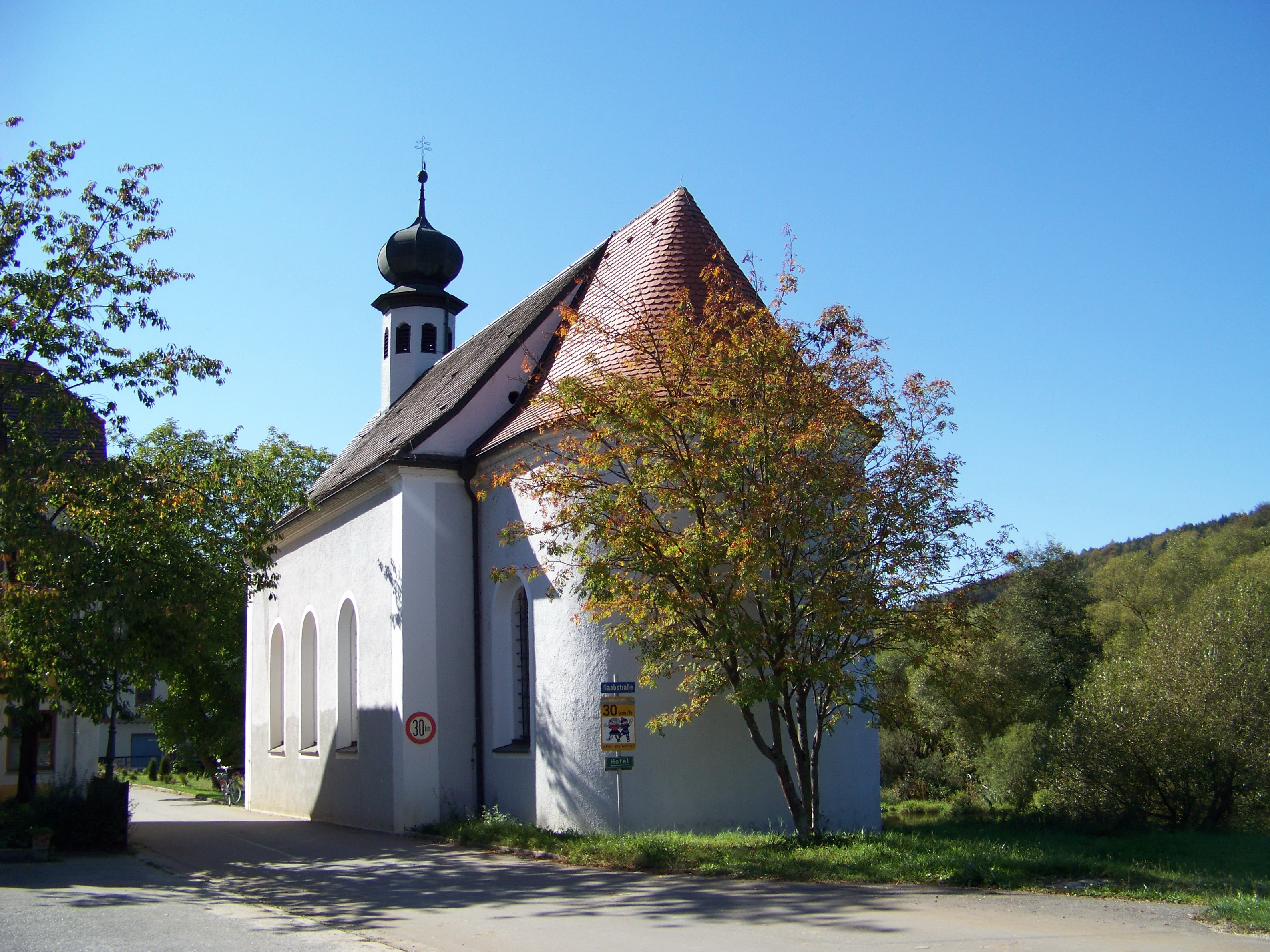
Schlosskapelle St. Wolfgang in Heitzenhofen

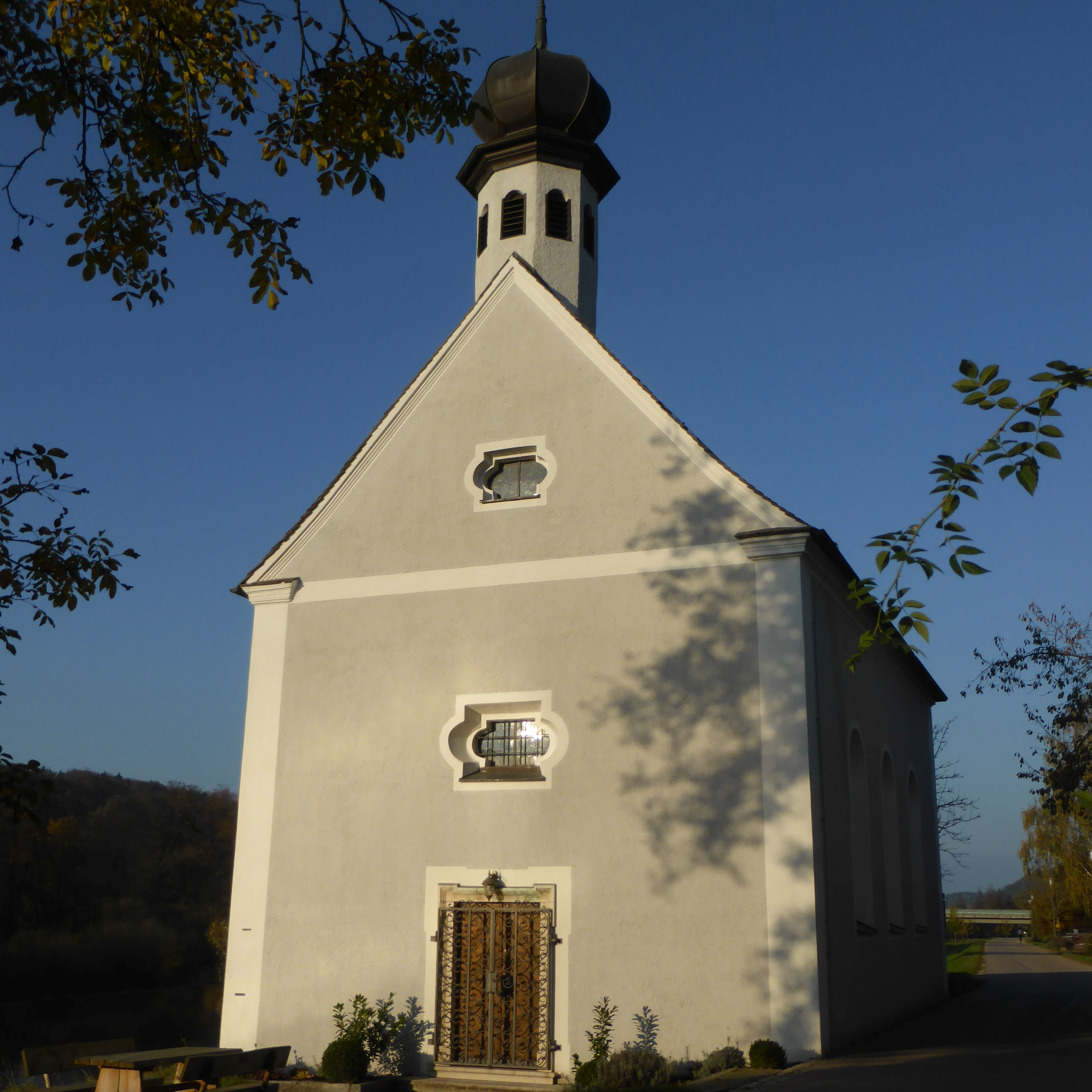
Schlosskapelle in Heitzenhofen

Die heutige römisch-katholische Filialkirche und Schlosskapelle St. Wolfgang liegt direkt an der Naab in dem gleichnamigen Ortsteil Heitzenhofen von Duggendorf.

## Geschichte
Die jetzige Schlosskapelle wurde um 1715 von dem Hofmarksherren Ignaz von Kuchler erbaut, eventuell auch erst 1735 von Baron von Strahl (vielleicht wurde von ihm die Kirche aber nur neu ausgestattet). Hier bestand vorher eine Heilig-Kreuz-Kapelle, die 1665 bereits als ruinosa bezeichnet wurde. Die heutige Kirche ist dem hl. Wolfgang von Regensburg geweiht.
1880 befand sich die Schlosskirche in einem bedenklichen Zustand, vermutlich weil sie auch selten genutzt wurde. Der baufällige Dachreiter wurde damals erneuert und 1884–1886 erfolgte eine Renovierung der ganzen Kirche. Der Maler Anton Bachl aus Schwandorf hat damals die Altäre neu gefasst. Gegen Ende des Zweiten Weltkrieges wurde das Dach der Kirche wegen der Sprengung der naheliegenden Brücke beschädigt und alle Fenster zerstört. 1949 wurden diese Schäden wieder ausgebessert.

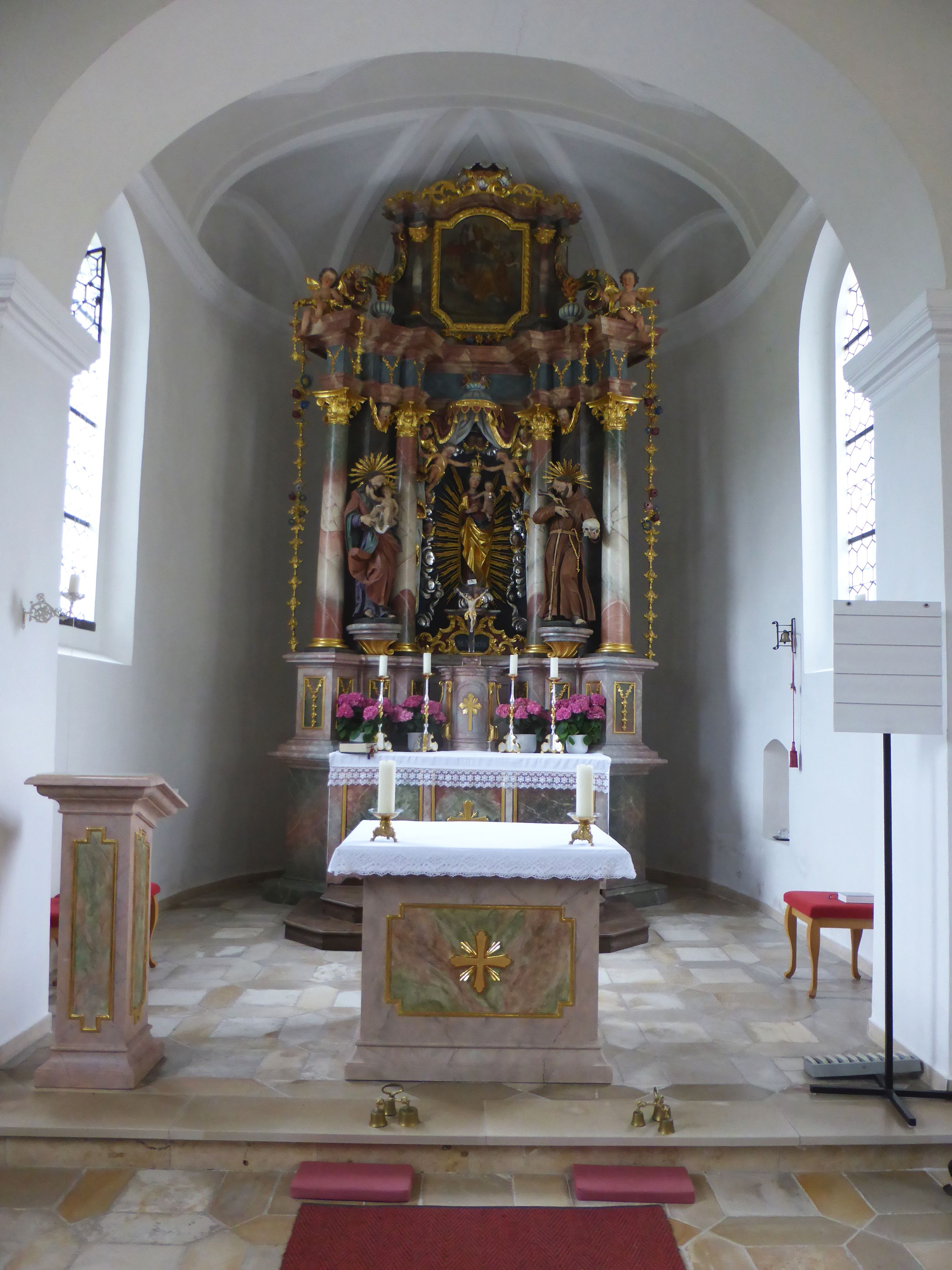
Hauptaltar der Schlosskapelle Heitzenhofen

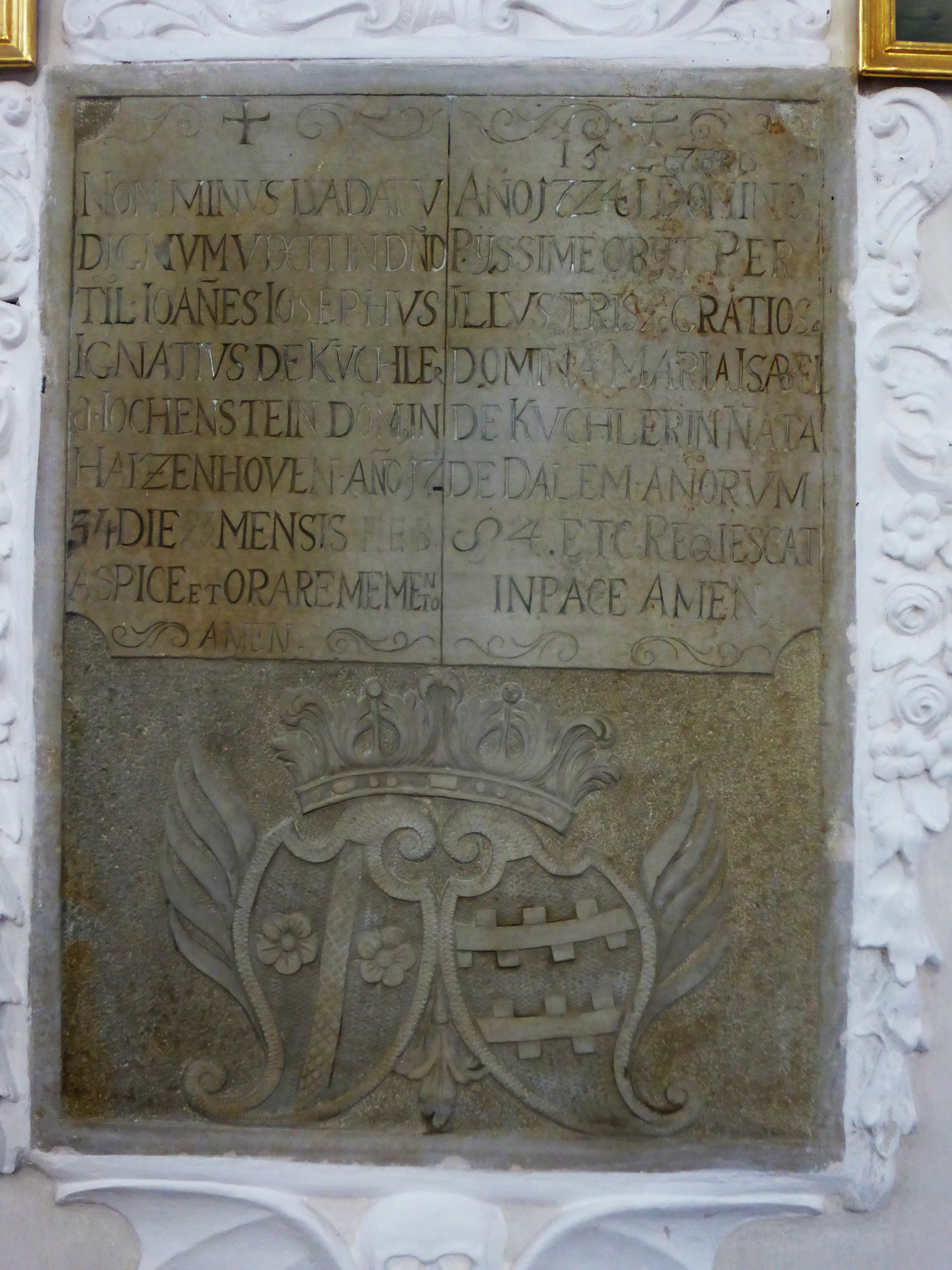
Epitaph des Johannes Josephus de Kuchler und der Maria Isabella de Kuchlerin in der Schlosskapelle von Heitzenhofen

## Bau und Ausstattung
Die Kirche ist ein traufständiger Saalbau mit eingezogenem Chor und einem Dachreiter mit einer Zwiebelhaube.
Der Hochaltar von 1736 im Kircheninneren ist im Stil des Frührokoko gestaltet. Er besitzt vier Säulen und einen Aufsatz. Die Holzfigur der hl. Maria mit dem Kinde stammt aus dem 15. Jahrhundert. Das Kind wird – wie auch andernorts – mit einem Apfel in der rechten Hand dargestellt. Zwischen den Säulen stehen die Figuren des hl. Josef (rechts) und dem hl. Franziskus von Assisi (links), dieser wird mit Totenkopf und Kruzifix dargestellt. Auf der Rückseite des Altars befindet sich die Inschrift Andreas Hasreiter B.B.B. 1736. Es ist unbekannt, ob es sich hierbei um den Namen eines Künstlers oder eines Stifters handelt. Auf dem Altarauszug ist ein Bild des hl. Wolfgang sowie ein Prospekt des Hofmarksschlosses. Der rechte Seitenaltar ist dem hl. Johannes von Nepomuk gewidmet, der linke der hl. Philomena. Beide stammen aus der Zeit um 1870.
Die Kanzel stammt von 1735. Sie ist mit Bandelwerkschnitzereien ausgestattet. Der Schalldeckel wird von einer Heilig-Geist-Taube gekrönt.
Das Kirchengestühl besitzt Laubwerkschnitzerei und stammt von 1715 bis 1720. An der Empore befindet sich eine Kopie des berühmten Passauer Maria-Hilf-Bildes. In das historische Orgelgehäuse wurde 1992 von der Orgelbaufirma August Hartmann aus Regensburg eine neue Orgel eingebaut.
An der nördlichen Seitenwand befinden sich die Grabsteine des Johannes Josephus de Kuchler und der Maria Isabella de Kuchlerin mit einem Allianzwappen.